# Courant du soir
Pour plus de détails, voir Fiche technique et Distribution.
Courant du soir (夜の流れ, Yoru no nagare) est un film japonais coréalisé par Mikio Naruse et Yūzō Kawashima sorti en 1960.

## Synopsis
Aya Fujimura gère un restaurant à Tokyo. Sa fille Miyako et Shinobu, la fille de Kochiro Sonoda l'un de ses clients réguliers, sont amies. Aya souhaite que sa fille se marie et lui fait rencontrer des prétendants que Miyako repousse. Elle est attirée par le cuisinier du restaurant, un homme ténébreux et taciturne qu'une blessure au pied alors qu'il était prisonnier de guerre en Sibérie a rendu infirme. 
Aya fait appel pour son restaurant aux geishas de la maison Shichifuku dont la patronne est son amie. Les geishas animent les réceptions de ses clients. Il y a Kintaro qui a tendance à trop boire et qui est amoureuse de Taniguchi, le vendeur de tissu, Beniko malheureuse en amours et suicidaire, Masae Ichibana que l'ancien mari poursuit et tente de reconquérir après l'avoir quittée pour une femme plus jeune et aussi Akemi et Mari.  
Après une soirée avec le cuisinier du restaurant, Miyako lui avoue son amour mais ce dernier, gêné ne répond pas à ses avances. Il est en fait l'amant secret d'Aya. Miyako finit par découvrir cette liaison lorsqu'elle surprend sa mère dans les bras de l'homme qu'elle aime à l'hôpital où il s'est fait hospitaliser pour son pied.
Cette découverte va tout chambouler, la mère et la fille sont en froid. De retour de l'hôpital, le cuisinier décide de quitter le restaurant pour Kobe et Aya qui n'accepte pas la rupture fait une scène devant ses employés.
Aya décide de vendre son restaurant. Miyako elle, déçue par les hommes, choisit en toute conscience de devenir geisha dans la maison Shichifuku.

## Fiche technique
- Titre : Courant du soir
- Titre original : 夜の流れ (Yoru no nagare?)
- Réalisation : Mikio Naruse et Yūzō Kawashima
- Scénario : Toshirō Ide et Zenzō Matsuyama
- Photographie : Tadashi Iimura et Jun Yasumoto
- Montage : Eiji Ooi
- Musique : Ichirō Saitō
- Producteur : Sanezumi Fujimoto et Mikio Naruse
- Sociétés de production : Tōhō
- Pays d'origine :  Japon
- Format : couleur - 2,35:1 - Format 35 mm - son mono
- Genre : drame
- Durée : 111 min[1] (métrage : 8 bobines - 3 040 m[1])
- Date de sortie 
  - Japon : 12 juillet 1960[1]

## Distribution
- Yōko Tsukasa : Miyako Fujimura
- Isuzu Yamada : Aya Fujimura, la mère de Miyako
- Tatsuya Mihashi : le cuisinier
- Yumi Shirakawa : Shinobu Sonoda
- Takashi Shimura : Koichiro Sonoda, le père de Shinobu
- Akira Takarada : Takiguchi
- Yaeko Mizutani : Kintaro, une geisha
- Mitsuko Kusabue : Masae Ichihana, une geisha
- Aiko Mimasu : la patronne de la maison de geisha
- Yuriko Hoshi : Akemi, une geisha
- Etsuko Ichihara : Beniko, une geisha
- Machiko Kitagawa : Komachi
- Tadao Nakamaru : Makoto Takamizawa, un client du restaurant
- Kazuo Kitamura : M. Nozaki, ex-mari de Masae Ichihana
- Teruko Nagaoka : Kaoru Sonoda, la tante de Shinobu
- Fubuki Koshiji
- Fuyuki Murakami
- Toki Shiozawa